# Chiesa di Sant'Andrea (Asola)
L'ex cattedrale di Sant'Andrea è la parrocchiale di Asola, in provincia e diocesi di Mantova; fa parte del vicariato foraneo San Carlo Borromeo.
Costruita a partire dal 1472 sulla base di un precedente edificio, la chiesa è oggi un notevole esempio di architettura tardogotica lombarda e conserva numerose e importanti opere d'arte: un organo Antegnati, tele del Moretto, del Romanino, di Lattanzio Gambara e di Jacopo Palma il Giovane, il quattrocentesco Polittico della Misericordia di Antonio della Corna e altre opere più tarde, seicentesche e settecentesche.
Dal 1697 al 1818, la chiesa fu sede di una prelatura nullius dioecesis, ossia non sottomessa ad alcun vescovo, ma indipendente e dotata di prerogative episcopali e giurisdizione su diverse parrocchie.

## Storia
Questa, dedicata a Sant'Andrea Apostolo e Santa Maria Assunta, non fu sempre la chiesa principale della città. La precedettero la pieve di Santa Maria Assunta, eretta prima del Mille nel borgo di allora, a un chilometro dal centro attuale (essa, ormai diroccata, nel 1564 fu demolita, e il titolo passò alla chiesa maggiore) ed entro le mura quella di Sant'Erasmo (nel 1890, con delibera del comune, trasformata in teatro). Nel 1377, al centro della fortezza, si diede inizio alla costruzione di una seconda chiesa gotica, dedicata a Sant'Andrea Apostolo: rivelatasi questa troppo piccola per le necessità dell'abitato, il 18 marzo 1470 i deputati civici deliberarono di ampliarla. Nacque così il tempio attuale, che del precedente mantenne soltanto il presbiterio e il campanile. Esso ospita 5 campane in re3 fuse dalla monzini nel 1876 con corde e motori.
La nuova fabbrica, su progetto di Guglielmo Cremonese, fu avviata il 19 agosto 1472 con la posa della prima pietra, benedetta dall'abate Francesco Catanio, essendo podestà Trojan Avogadro. La chiesa era allora a capo di una prelatura territoriale (con titolo di abate per il prelato) sul confine tra la diocesi di Mantova e la diocesi di Brescia. Per singolare coincidenza, nel 1470, anche nella vicina città di Mantova si decise di trasformare la già esistente chiesa di S. Andrea, dando inizio ai lavori nel 1472: ma mentre a Mantova l'architetto Leon Battista Alberti creò una delle prime basiliche rinascimentali, ad Asola Guglielmo si attenne alla tradizione, ideando una chiesa gotica in armonia con la precedente, pur se incomparabilmente più solenne e grandiosa. La fabbrica, cui dopo Guglielmo sovrintese l'asolano Francesco Biondello, fu terminata nel 1514; ma già il 27 gennaio (cioè nella festa del futuro patrono San Giovanni Crisostomo) del 1501 era stata consacrata, con rito celebrato dall'arcivescovo di Lepanto Marco Saracco su richiesta del vicario dell'abate commendatario Giovanni Giusto, presenti il provissore di Venezia Andrea Gritti, poi doge, e il podestà Lodovico Nassino. Sino a tutto il Settecento la chiesa fu oggetto di assidue cure e abbellimenti. Nel Cinquecento si arricchì dei numerosi pregevoli affreschi recentemente rimessi in luce, nonché di tele e tavole dei grandi artisti bresciani (il Moretto, il Romanino e il genero di quest'ultimo, Lattanzio Gambara); del secolo successivo sono i monumentali altari delle navate laterali e del transetto, nonché la cappella di San Giovanni Crisostomo.
Dopo la caduta della Serenissima, nel 1803 fu stipulato tra la Santa Sede e la Repubblica Italiana un concordato che prevedeva la soppressione della prelatura nullius dioecesis di Asola. Questa decisione tuttavia fu resa effettiva solo il 1º maggio 1818, con la bolla De salute Dominici gregis di papa Pio VIII; delle 10 parrocchie che dipendevano da Asola, 8 furono annesse alla diocesi di Mantova (compresa quella di Asola) e 2 a quella di Brescia.
Da questo momento, per la chiesa cominciarono tempi difficili (i francesi di Napoleone I coprirono gli affreschi sotto uno strato di intonaco; quelli di Napoleone III nel 1859 adibirono il tempio a magazzino), mentre la crisi economico-sociale, attraversata dal territorio mantovano durante e dopo il risorgimento, impediva persino la normale manutenzione. Al degrado di tanto monumento, tra i più cospicui nell'arte lombarda tra gotico e rinascimento, si pone rimedio dalla seconda metà del Novecento con ampi restauri, accurati recuperi e la salvaguardia delle opere dismesse, per le quali è stato creato accanto al tempio il relativo museo.
Le forti scosse del terremoto dell'Emilia del 20 e 29 maggio 2012 hanno prodotto alcune crepe all'interno della chiesa.

## Architettura
Esternamente, la chiesa è maggiormente visibile sul fianco destro, poiché la facciata è parzialmente nascosta dal tessuto urbano. Lungo la fiancata si riconoscono il transetto, l'orologio cinquecentesco, il campanile e l'abside: questi ultimi sono gli unici elementi sopravvissuti del più antico edificio. Notevoli, nel transetto, sono la monofora e l'oculo asimmetrico che la sovrasta. Le forme architettoniche sono tipiche del tardogotico lombardo, sia all'esterno, sia all'interno. La pianta è a tre navate, contraddistinta da lievi anomalie.

## Opere

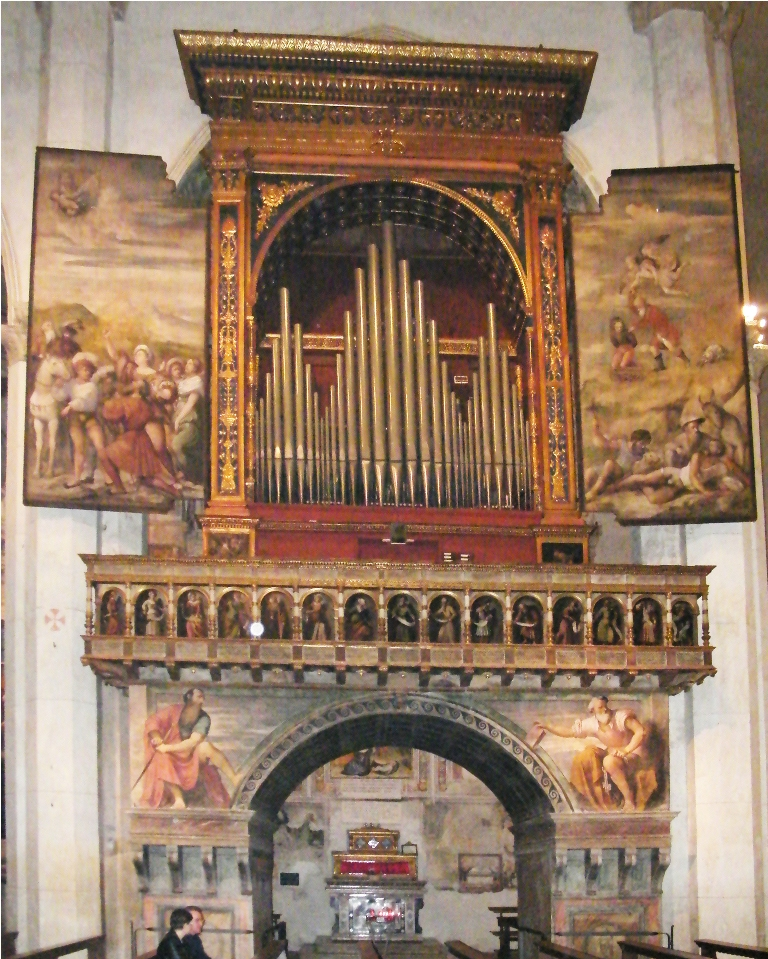
L'organo del Romanino

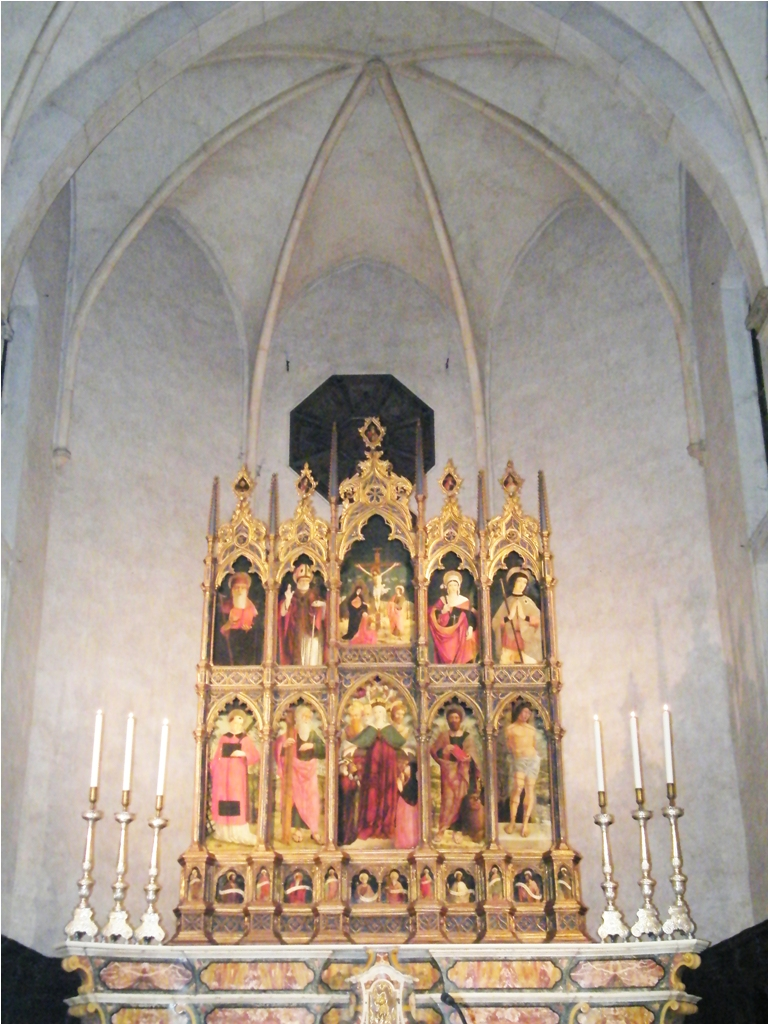
Polittico della Misericordia

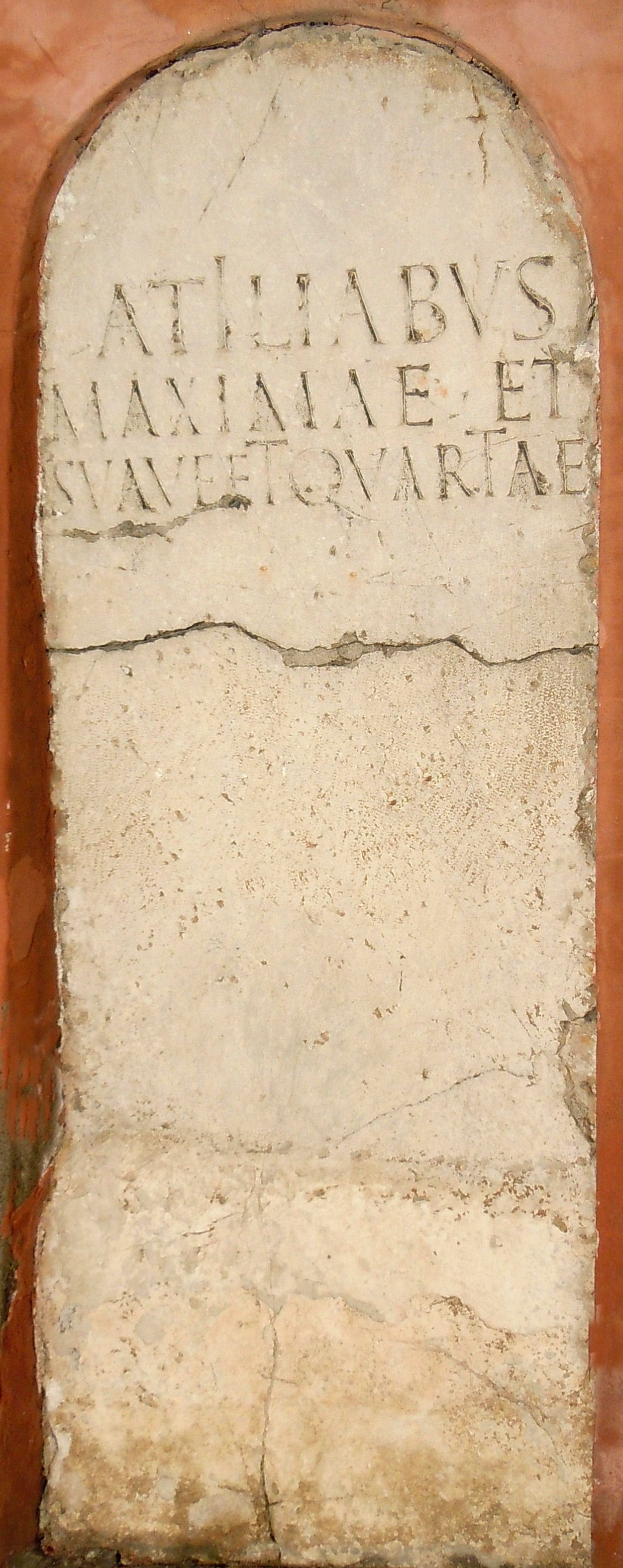
Asola (MN), stele Atilia murata nel fianco della chiesa

Fra i tesori custoditi nella chiesa si annoverano diverse opere d'arte soprattutto risalenti al Cinquecento. Sulla controfacciata e sul lato sinistro:
- L'organo cinquecentesco Serassi[8] e il pulpito, entrambi impreziositi da tele del Romanino (1524): sul primo si trovano le immagini di san Pietro, san Paolo, sant'Andrea e il vescovo Erasmo, il sacrificio di Isacco e altri episodi dell'Antico Testamento. Spiccano poi, oltre all'autoritratto dell'artefice, numerosi profeti e sibille e la scena della Sibilla Tiburtina che rivela ad Augusto il prossimo volgere dei secoli. Sul pulpito e sul relativo pilastro, invece, sono dipinti gli Apostoli, e un Ecce Homo.

Navata sinistra
- Un Cenacolo di anonimo dell'inizio del Cinquecento, influenzato dall'omonima opera leonardesca e affreschi coevi intorno all'altare di Sant'Antonio
- San Domenico offre le rose alla Madonna del Rosario, opera di inizio Seicento di Jacopo Palma il Giovane
- Cappella Daina, un tempo gestita dalla nobile famiglia asolana, affrescata nel Seicento.
- Altare della Madonna, lavoro di fine intaglio di Clemente Zamara dei primi del Cinquecento
- Cappella di Giovanni Crisostomo, eretta verso la fine del Seicento con stucchi coevi una tela di Francesco Paglia e un busto reliquiario in argento con la raffigurazione del santo.

Navata destra
- Altare di San Giuseppe con la pala cinquecentesca di Giovanni e Bernardino da Asola il ciclo di affreschi coevi che la attornia.
- Altare di Santa Barbara con pala di Antonio Gandino
- Altare della Concezione con la Madonna col Bambino e san Giovanni Battista fanciullo, tela di Lattanzio Gambara. Intorno, altri affreschi cinquecenteschi.
- Altare del Santissimo Sacramento, seicentesco.

Alla parete a destra del presbiterio è appesa una pregevole Assunzione della Vergine assegnabile a Benedetto Pagni.
Presbiterio
- Otto tempere del Moretto provenienti dal Palazzo Civico
- Polittico della Misericordia all'altare maggiore, grande opera attribuita ad Antonio della Corna risalente alla seconda metà del Quattrocento e perfettamente conservato nelle tavole e nella cornice lignea. Il polittico è composto da dieci pannelli principali (Santi, Crocifissione e Madonna misericordiosa), e da cinque tavolette nelle cuspidi (Dio Padre e i dottori della Chiesa), più una predella dove sono raffigurati i dodici apostoli.

## Il titolo di cattedrale
Dal 1509, quando la chiesa maggiore era stata elevata alla dignità di collegiata, al 1818, quando papa Pio VII la aggregò alla diocesi di Mantova, la comunità asolana visse l'autonomia religiosa che da tempo rivendicava (almeno dal Trecento, ma soprattutto dopo l'annessione al territorio veneziano a metà Quattrocento). Fu infatti una prelatura territoriale o nullius (cioè non soggetta ad altre diocesi) cui presiedeva un abate commendatario; nessuno degli abati portò mai il titolo di vescovo di Asola, ma solitamente essi erano vescovi (titolari di diocesi in partibus infidelium, cioè antiche diocesi dei Paesi caduti sotto i musulmani) ed Asola, con le parrocchie della quadra, costituì una sorta di diocesi pressoché autonoma. Ecco perché la chiesa principale portò il titolo di cattedrale.